# El retorno de los arcontes (Star Trek: La serie original)
"El retorno de los arcontes" es el episodio 21 en ser transmitido y el 22 en ser producido de la primera temporada de Star Trek: La serie original. Fue transmitido por primera vez el 9 de febrero de 1967. Fue repetido por la NBC el 27 de julio de 1967. El guion fue escrito por Boris Sobelman, basado en el relato de Gene Roddenberry, y dirigido por Joseph Pevney.
En la versión Bluray publicada el 28 de abril de 2009 por la Paramount, ASIN: B001TH16DS, CBS BluRay 14241, el título de este episodio en el audio en español es dado como El regreso de los Arcontes.
Resumen: La tripulación del Enterprise encuentra un mundo controlado por un oculto líder.

## Trama
En la fecha estelar 3156.2, la nave estelar USS Enterprise, bajo el mando del capitán James T. Kirk, arriba al planeta Beta III donde la USS Archon fue reportada como perdida 100 años antes.
Solo Sulu regresa de la primera partida de desembarque enviada, exhibiendo un extraño comportamiento, Kirk envía a otra partida a investigar. Encuentran que los habitantes de Beta III (quienes viven en una sociedad parecida a la del siglo XIX de la Tierra) es una cultura muy estática, con poca o ninguna expresión o creatividad. Toda la cultura es gobernada por unos "lawgivers" (en castellano, "legisladores") de capa y capucha, controlados por un oculto dictador llamado Landru. La única vez que las personas "se liberan", convirtiéndose en violentos y sexualmente agresivos, es en la chocante "Hora Roja" (a las 18:00 horas) al comienzo del "Festival", que es aparentemente la única vez en que Landru no ejerce el control sobre ellos.
La partida de desembarque de Kirk se transporta justo antes del festival, y éstos se refugian de la turba en una cercana casa de huéspedes. Landru parece ser alguien que "todo lo ve" y que "todo lo sabe" con espías por todas partes, uno de los cuales entrega a la partida de desembarque cuando él no los reconoce como miembros de "El Cuerpo", el ser colectivo telepático simbionte con Landru, al cual la mayor parte de los habitantes pertenece. 
Kirk y su equipo finalmente son dejados inconscientes por ondas ultrasónicas y capturados. Sin embargo, Reger, el propietario de la casa, es un miembro de la resistencia y ofrece protección a Kirk y a su equipo. Reger revela que Landru "absorbe" a personas seleccionadas en El Cuerpo, que fue el destino de la tripulación del Archon, y que será también el destino de la partida de desembarque del Enterprise. El Enterprise está ahora en una órbita que está decayendo ya que un intenso rayo de calor le impide usar sus motores.
Kirk y el Sr. Spock, su primer oficial, descubren que el aislado Landru es realmente un computador sellado al interior de una antigua cámara, creado 6.000 años atrás por un científico nativo también llamado Landru. El Landru de ese tiempo solo deseaba crear una forma de ayudar a su imperfecta sociedad a lograr la paz. El computador fue la solución pero llevó a cabo su trabajo sin piedad o alma.
Kirk y Spock logran convencer a la máquina que manejar al planeta como lo ha estado haciendo es incorrecto y que las personas están convertidas en esclavos sin mente. Ellos logran convencer a la máquina que ha violado su directiva primaria. La máquina se da cuenta de su error y se autodestruye, liberando así a los habitantes de Beta III. Kirk acuerda dejar asesores y educadores de la Federación en el planeta para ayudar a la civilización en su avance, libres de la dominación de Landru.

## Remasterización del aniversario de los 40 años
Este episodio fue remasterizado en el año 2006 y transmitido el 8 de diciembre de 2006, como parte de la remasterización de la serie original. Fue precedido una semana antes por la versión remasterizada de "El factor alternativo" y seguido una semana más tarde por la versión remasterizada de "El apocalipsis". Además de todas las animaciones por computador de la USS Enterprise que es lo normal en las revisiones, los cambios específicos en este episodio incluyen:
- El planeta Beta III recibió una apariencia más realista y fueron agregadas algunas tomas más dramáticas del Enterprise en órbita.

## Recepción
Zack Handlen de The A.V. Club calificó al episodio con una 'B', describiendo al episodio como teniendo un "aspecto desordenado, poco pulido" y que carecía de "la fuerza de los mejores relatos de la serie", pero alabó la ambición del relato.